# 阿道夫·格伦鲍姆
阿道夫·格伦鲍姆 （Adolf Grünbaum /ˈɡruːnbɔːm/；1923年5月15日—2018年11月15日）是一名德裔美国科学哲学家和精神分析學评论家。1960年，他成為匹兹堡大学的第一任安德鲁·梅隆哲学教授，後來也担任過该大学其他教职。他的主要作品包括《空间与时间的哲学问题》（Philosophical Problems of Space and Time，1963年）， 《精神分析學基础》（The Foundations of Psychoanalysis，1984年）和《精神分析的临床理论验证》（Validation in the Clinical Theory of Psychoanalysis，1993年）。

## 生平
阿道夫·格伦鲍姆出生於科隆的一個猶太家庭，家人于1938年离开纳粹德国，移居美国 。 1943年，他从康涅狄格州米德尔敦的卫斯理大学获得了哲学和数学双学位。
第二次世界大战期间，他在马里兰州的里奇营（Camp Ritchie）受过训练，是里奇男孩之一。 他駐扎於柏林，審問過纳粹政府高官，1946年返回美国。 
他獲得了耶鲁大学物理学硕士学位（1948年）和哲学博士学位（1951年），之後成為宾夕法尼亚州伯利恒利哈伊大学的哲学教授（1956年至1960年）。
1960年秋，他成为匹兹堡大学首任安德鲁·梅隆哲学教授。同年，他創立了该大学的科学哲学中心（Center for Philosophy of Science），直至1978年一直担任中心主任。2003年，他从匹兹堡大学哲學系辞职，但保留安德鲁·梅隆教授這一终身教職。 
此外，格伦鲍姆曾担任美国哲学协会（东部分会）主席，兩度擔任科学哲学协会（Philosophy of Science Association）主席。他在2004–2005年期间担任国际科学史与科学哲学联盟（IUHPS） 逻辑、方法论和科学哲学部的主席，2006年至2007年任IUHPS主席。他还是美国文理科学院院士。
他获得過亚历山大·冯·洪堡基金会（1985）的美国高级科学家奖（Senior U.S. Scientist Prize），意大利议会的弗雷傑內科学奖（Fregene Prize，1998）和耶鲁大学的威尔伯·克罗斯勋章（Wilbur Cross Medal，1990）。 此外，他于1995年5月获得德国康斯坦茨大学的荣誉博士学位，并于2013年获得德国科隆大学的哲学荣誉博士学位。 2013年，他获得了德國的聯邦十字勋章。
他于2018年11月去世，享年95岁。 

## 理论
格伦鲍姆寫過近400篇文章，还撰写過有关时空和批判精神分析學的书籍。 他经常被视为逻辑经验主义者，与汉斯·赖兴巴赫有來往。
格伦鲍姆不接受一度在物理科学家中很流行的波普尔科学哲学，物理学家理查德·费曼因此嘲讽過他。
作家吉姆·霍尔特（Jim Holt）将格伦鲍评为1950年代在“空间和时间的微妙之处”最重要的思想家，更说他是20世纪最伟大的科学哲学家之一。